# Aenictus currax
Aenictus currax är en myrart som beskrevs av Carlo Emery 1900. Aenictus currax ingår i släktet Aenictus och familjen myror. Inga underarter finns listade i Catalogue of Life.